# 2613 Plzeň
2613 Plzeň este un asteroid din centura principală, descoperit pe 30 august 1979, de Ladislav Brožek.